# 7 Virginis
7 Virginis, eller b Virginis, är en vit stjärna i huvudserien i Jungfruns stjärnbild.
Stjärnan har visuell magnitud +5,35 och är synlig för blotta ögat vid god seeing. Den befinner sig på ett avstånd av ungefär 305 ljusår.